# Джон Діган
Джон Метью Діган (англ. John Matthew Deehan, нар. 6 серпня 1957, Солігалл) — англійський футболіст, що грав на позиції нападника. По завершенні ігрової кар'єри — тренер.
Дворазовий володар Кубка англійської ліги.

## Ігрова кар'єра
У дорослому футболі дебютував 1975 року виступами за команду клубу «Астон Вілла», в якій провів чотири сезони, взявши участь у 110 матчах чемпіонату. Більшість часу, проведеного у складі «Астон Вілли», був основним гравцем атакувальної ланки команди.
Згодом з 1979 по 1990 рік грав у складі команд клубів «Вест-Бромвіч Альбіон», «Норвіч Сіті», «Іпсвіч Таун» та «Манчестер Сіті».
Завершив професійну ігрову кар'єру у клубі «Барнслі», за команду якого виступав протягом 1990—1990 років.

## Кар'єра тренера
Розпочав тренерську кар'єру, повернувшись до футболу після невеликої перерви, 1994 року, очоливши тренерський штаб клубу «Норвіч Сіті».
1995 року став головним тренером команди «Віган Атлетік», тренував клуб з Вігана три роки.
Наразі останнім місцем тренерської роботи був клуб «Астон Вілла», в якому Джон Діган був виконувачем обов'язки головного тренера 2002 року.

## Досягнення
- Володар Кубка англійської ліги (2):

«Астон Вілла»: 1976-77
«Норвіч Сіті»: 1984-85